# Emil Gilels
Emil Gilels, född 19 oktober 1916 i Odessa, död 14 oktober 1985, var en sovjetisk pianist. Han studerade för Heinrich Neuhaus vid Moskvakonservatoriet och blev även lärare där. Han vann pris vid internationella tävlingar 1938 och 1939. Han räknas som en av 1900-talets främsta pianister och vid sidan av Svjatoslav Richter som den främste i sin generation ukrainska pianister. Gilels anses som en av 1900-talets främsta Beethovenuttolkare, men var även mycket hemmastadd i den romantiska repertoaren. Han var känd för sin vackra, ”gyllene” ton och sitt aristokratiska men kraftfulla uttryck.